# Condado de Oxford
El condado de Oxford (en inglés: Oxford County) fundado en 1805 es un condado en el estado estadounidense de Maine. En el 2000 el condado tenía una población de 54.755 habitantes en una densidad poblacional de 10 personas por km². La sede del condado es París.

## Geografía
Según la Oficina del Censo, el condado tiene un área total de 5633 km² (2174,9 mi²), de la cual 5382 km² (2078,0 mi²) es tierra y 251 km² (96,9 mi²) (4.47%) es agua.

### Condados adyacentes
- Condado de Franklin - noreste
- Condado de Androscoggin - este
- Condado de Cumberland - sureste
- Condado de York - sur
- Condado de Carroll - suroeste
- Condado de Coos - oeste

## Demografía
En el 2000 la renta per cápita promedia del condado era de $33,435, y el ingreso promedio para una familia era de $39,794. En 2000 los hombres tenían un ingreso per cápita de $30,641 versus $21,233 para las mujeres. El ingreso per cápita para el condado era de $16,945. Alrededor del 11.80% de la población estaba bajo el umbral de pobreza nacional.

## Ciudades y pueblos
- Andover
- Bethel
- Brownfield
- Buckfield
- Byron
- Cantón
- Denmark
- Dixfield
- Fryeburg
- Gilead
- Greenwood
- Hanover
- Hartford
- Hebron
- Hiram
- Lincoln Plantation
- Lovell
- Magalloway Plantation
- México
- Newry
- Norway
- Otisfield
- Oxford
- París
- Perú
- Porter
- Roxbury
- Rumford
- Stoneham
- Stow
- Sumner
- Sweden
- Upton
- Waterford
- West París
- Woodstock